# Phlogophora subpurpurea
Phlogophora subpurpurea là một loài bướm đêm trong họ Noctuidae.